# Amazonia (Misuri)
Amazonia es una villa ubicada en el condado de Andrew en el estado estadounidense de Misuri. En el Censo de 2010 tenía una población de 312 habitantes y una densidad poblacional de 327,35 personas por km².

## Geografía
Amazonia se encuentra ubicada en las coordenadas 39°53′22″N 94°53′32″O / 39.88944, -94.89222. Según la Oficina del Censo de los Estados Unidos, Amazonia tiene una superficie total de 0.95 km², de la cual 0.95 km² corresponden a tierra firme y (0%) 0 km² es agua.

## Demografía
Según el censo de 2010, había 312 personas residiendo en Amazonia. La densidad de población era de 327,35 hab./km². De los 312 habitantes, Amazonia estaba compuesto por el 97.44% blancos, el 0.32% eran afroamericanos, el 0.96% eran amerindios, el 0% eran asiáticos, el 0% eran isleños del Pacífico, el 0.64% eran de otras razas y el 0.64% pertenecían a dos o más razas. Del total de la población el 0.96% eran hispanos o latinos de cualquier raza.

## Cultura Popular
- La villa apareció en el primer capítulo de la tercera temporada de Queer Eye donde los cinco muchachos intentan cambiarle la vida a Jody, una residente de Amazonia.